# Kim Čong-hjon
Kim Čong-hjon (korejsky 김종현, anglický přepis: Kim Jong-hyun; 8. dubna 1990 – 18. prosince 2017), známý jako Jonghyun, byl jihokorejský zpěvák, skladatel a DJ. Byl hlavní zpěvák jihokorejské chlapecké skupiny SHINee a součástí hudební skupiny S.M. The Ballad, jež je složena ze zpěváků pod S.M. Entertainment. Jonghyun vydal své první sólové EP album s názvem Base 12. ledna 2015, a jeho první plné album s názvem She Is  vyšlo 23. května 2016.

## Mládí
Kim Čong-hjun se narodil 8. dubna 1990. Vyrůstal s matkou, otcem, starší sestrou a dědečkem. Jonghyun byl od mládí aktivní v hudbě, protože na střední škole hrál na basovou kytaru v kapele s blízkými přáteli s názvem „Zion“. Během vystoupení s kapelou ve škole si ho vybralo vydavatelství SM Entertainment. Před jeho debutem s Shinee, nazpíval duet s Čang Li-jin pod názvem „Wrongly Given Love“ pro své debutové album.

## Osobní život
Dne 27. října 2010 bylo potvrzeno, že Jonghyun je ve vztahu s herečkou Šin Se-kjung. Pár se tiše rozešel v červnu 2011.
Po vystoupení kapely Shinee 12. října 2012 na Korea-Indonesia Sharing Friendship Concert v indonéské Jakartě utrpěl Jonghyun, poté co byl obklopen fanoušky, trvalé zranění vazu na svém levém kotníku. Několik měsíců poté nebyl schopen tančit po boku svých kolegů ze skupiny. Aby zranění doléčil, musel následně Jonghyun podstoupit chirurgický zákrok.
Dne 1. dubna 2013 se stal Jonghyun účastníkem dopravní nehody, ale neutrpěl žádné velké zranění.
Dne 18. prosince 2017 spáchal Jonghyun sebevraždu z důvodu dlouhodobé deprese. Jonghyun trpěl psychickou poruchou SAD, nedostalo se mu však potřebné léčby. Se svou sestrou se rozloučil zprávou, na jejíž základě mu byla vyslána pomoc. Zpěvák byl nalezen v bezvědomí a byl převezen do nedaleké nemocnice, kde ale podlehl otravě oxidem uhelnatým. Vydavatelství SM Entertainment zpěvákovu smrt potvrdilo.

## Hudební kariéra

### Shinee

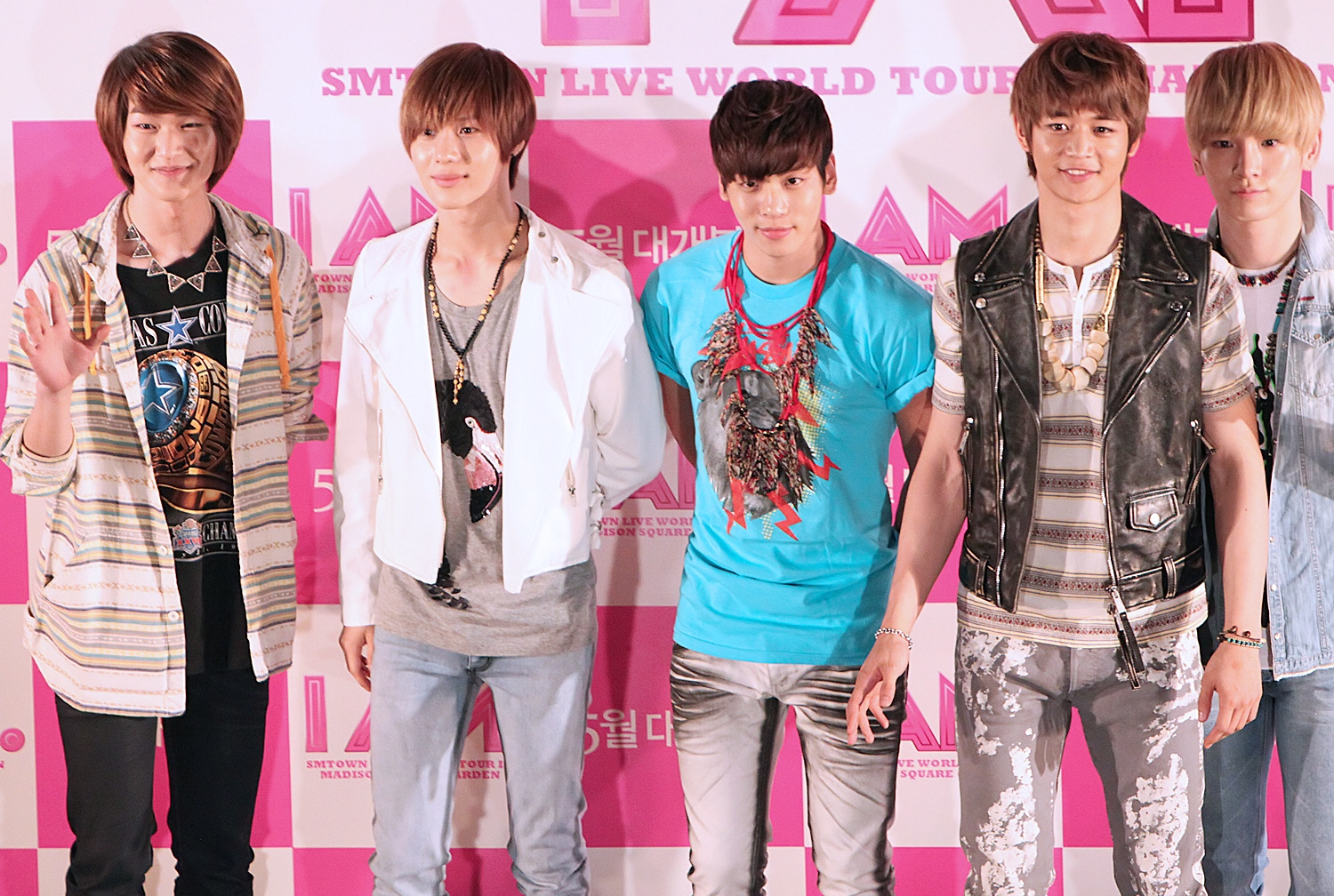
SHINee - Kapela

V roce 2008 byl vybrán jako člen skupiny Shinee; 5členná chlapecká skupina debutovala 25. května 2008 v SBS' Inkigayo.

### SM The Ballad
V listopadu roku 2010 bylo vydána zpráva, že Jonghyun, spolu s TRAX's Jayem, Super Junior's Kyuhyunem, a nováčkem ve zpěvu jménem Jino, se podílí na projektu, jehož cílem byl vznik nové skupiny. Ta byla pojmenována SM The Ballad. Spíše než pop a jeho subžánry se kapela měla zaměřit na vydávání písní v rámci R&B nebo zpěv balad. 29. listopadu 2010 vydala skupina své debutové mini album Miss You. Debutovala 28. listopadu 2010 na SBS' Inkigayo s jejich singlem, který sdílí název s mini albem.
4. února 2014, více než tři roky po debutu, SM Entertainment potvrdila, že se bude konat první comeback skupiny, od dokončení alba "Hot Times". Jonghyun byl jediným členem z původní sestavy, který se hodlal vrátit. Jonghyun také nazpíval duet s Taeyeon z Girls' Generation s názvem "Breath".

### Sólový Debut
Poté, co začaly v prosinci 2014 v korejských médiích kolovat zvěsti, že Jonghyun je uprostřed příprav na svůj sólový debut, byla tato zpráva oficiálně potvrzena. S vydáním svého prvního sólového teaseru 2. ledna 2015, vydal Jonghyun 12. ledna 2015 své první mini album jménem Base. Titulní skladba byla složena Jonghyunem a jeho blízkým přítelem jménem Zion.T. Debutové mini album získalo mnoho uznání a obrátilo na sebe obrovskou pozornost. Jonghyun se intenzivně podílel na procesu tvorby písní, ale také zde probíhala velká spolupráce s umělci mimo SM Entertainment, včetně nováčka rappera Irona, Younha, Wheesung a Ziona.T. Album nakonec dosáhlo na první místo v Billboard's World Album chart a Gaon Album Chart.

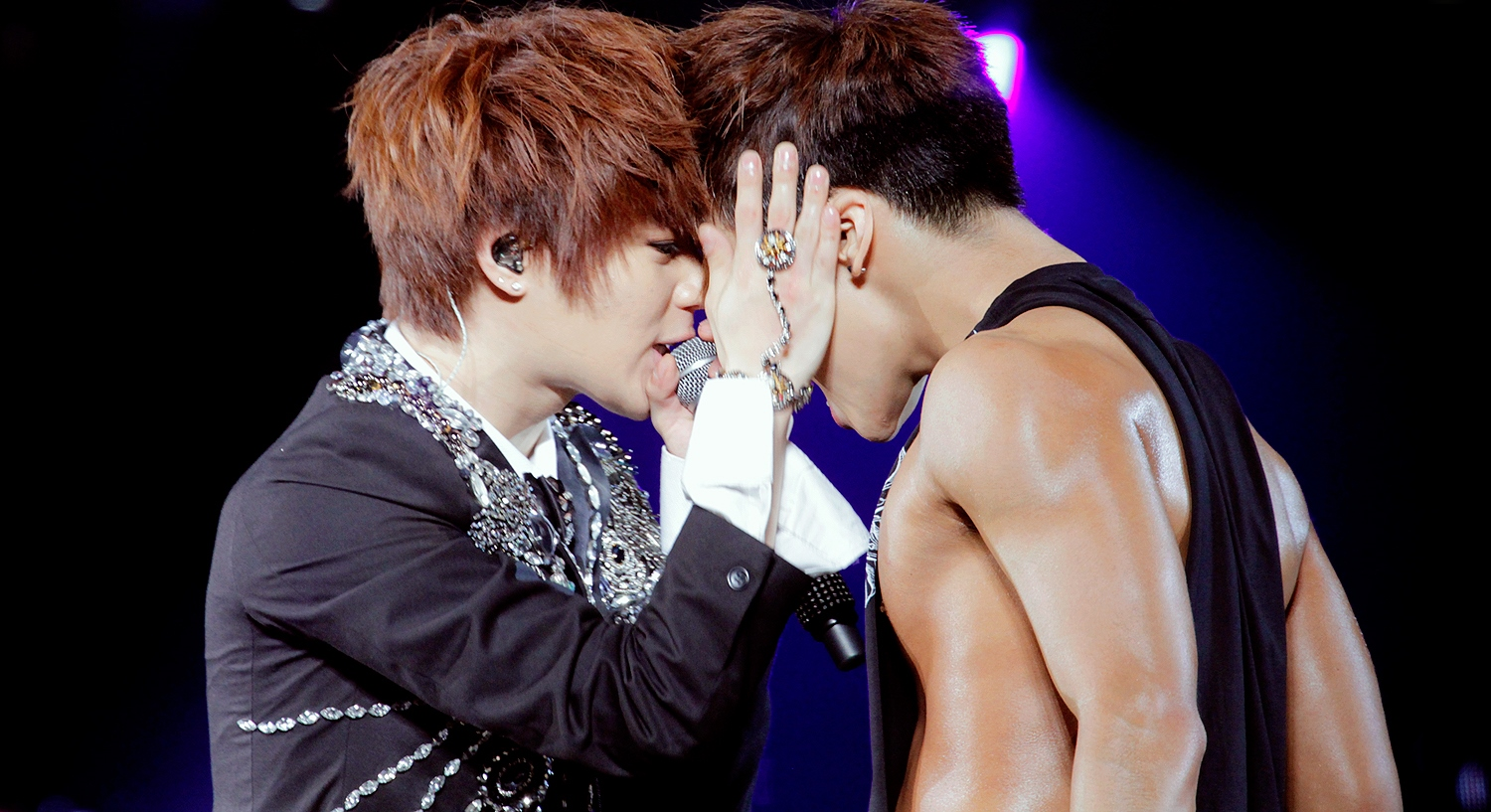
Lee Tae-min a Kim Čong-hjun při SHINee World Concert II na Tchaj-wanu

24. května 2016 SM Entertainment vydala Jonghyunovo první studiové full album "She is" skládající se z devíti skladeb a hudebního videa pro titulní skladbu "She is."

### Kompozice a lyrické psaní
Jonghyun debutoval jako skladatel při psaní korejského textu pro Shinee a jejich čtvrtého propagačního singlu "Juliette", který byl vydán v jejich druhém mini albu "Romeo" v květnu 2009. Jonghyun se také podílel na psaní dvou písní na druhé korejské album SHINee - "Lucifer". První píseň, "Up & Down", napsal s Misfitem a rap napsal Minho. Druhá, "욕 (Obsession)", byla kompletně napsaná Jonghyunem, Minho opět pracoval na jeho vlastní rappové části.
V roce 2012 Jonghyun společně s Minhem napsal text k písni "알람시계" (Alarm Clock)". Píseň pojednává o touze probudit se z noční můry a z minulosti.,Napsal text k skladbě "늘 그자리에 (Honesty)", která byla popsána jako píseň napsaná pro fanoušky, kteří zůstali na jejich straně s věčnou lásku až do tohoto bodu. Obě písně byly na mini albu "Sherlock".
Pro Shinee Jonghyun napsal text také k písním: "Spoiler", "오르골 (Orgel)", "Danger (Medusa II)" (který byl napsán s Jo Yun Kyeongem), "버리고 가 (Better Off)" a "너와 나의 거리 (Selene 6.23)" V říjnu 2013 Jonghyun napsal text k "상사병 (Symptoms)", který byl uveden na pátém mini albu Shinee - "Everybody".
V květnu 2015 napsal titulní skladbu pro "Odd" - čtvrté korejské album Shinee. Skladba nese název "View", a je to druhá titulní skladba, kterou napsal Jonghyun pro skupinu od jejich debutu. Také napsal a složil skladbu "Odd Eye" na stejné album, a později napsal track "Chocolate" na album, které bylo vydáno v srpnu 2015.
V březnu 2015 se zjistilo, že Jonghyun složil a napsal track "Playboy", který byl uveden na EXO druhé korejské album "EXODUS". O měsíc později, v dubnu 2015, vyšla Limu Kimovi skaldba "No More" na jeho třetím mini albu "Simple Mind", kde Jonghyun také složil a napsal text. Podílel se na vokální části všech výše uvedených skladeb.
Jonghyun mnohé překvapil, když bylo zjištěno, že se podílel na březnovém (2016) comebacku Lee Hi - její první comeback po tříleté přestávce od hudebního průmyslu. Napsal pro ni píseň "Breathe", z alba Seoulite. Spolupráci Jonghyuna s umělci z YG Entertainment potvrdil SM Entertainment.
Jonghyun přispěl také při utváření obou alb kolegy Taemina. Nejprve u "Pretty Boy",, která byla na Taeminově sólovém albu "Ace" v srpnu 2014, a poté u "벌써 (Already)", který byl uveden na jeho prvním full sólovém albu "Press It", které vyšlo v únoru 2016.

## Estrádní kariéra

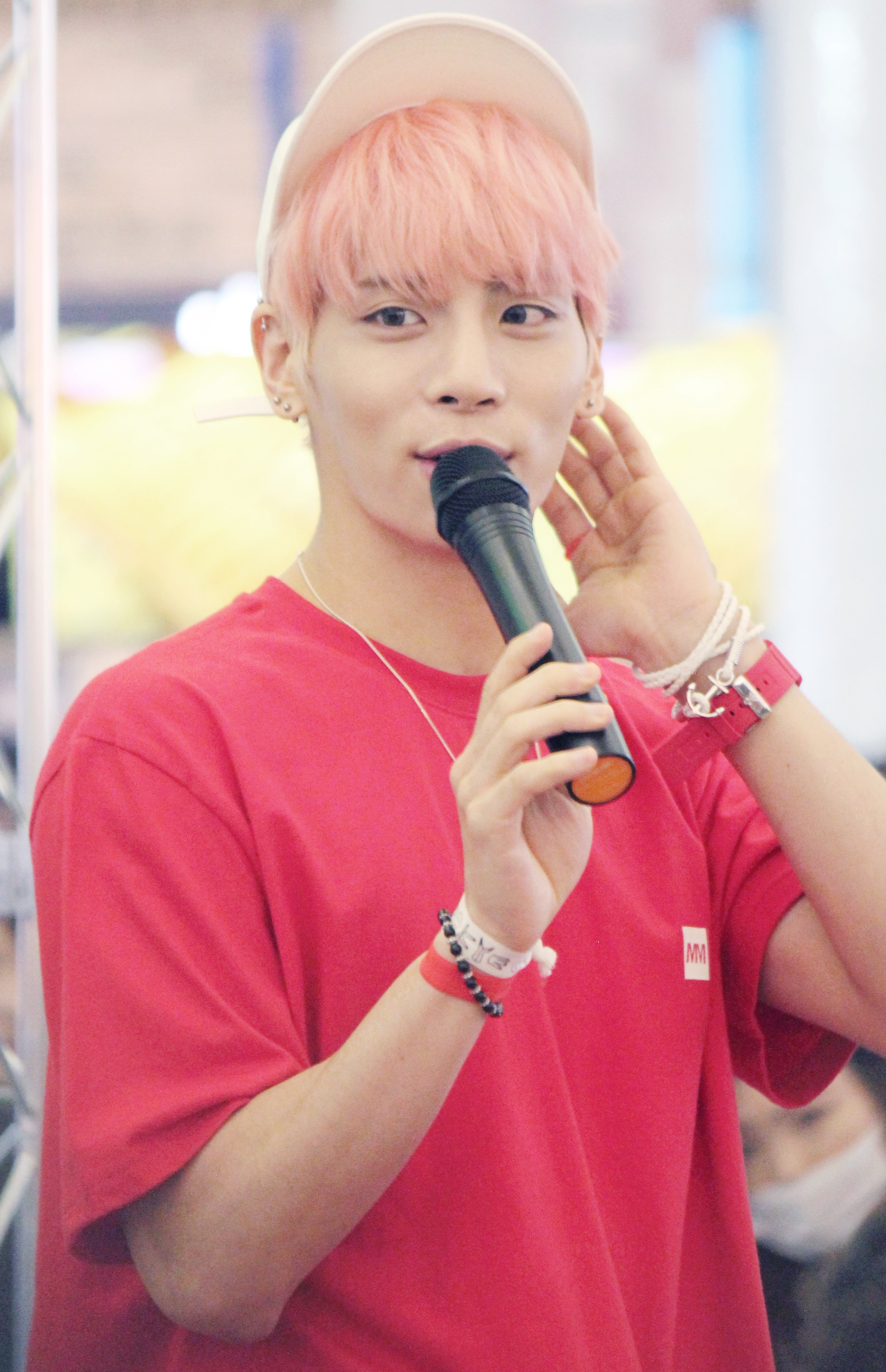
Jonghyun fanmeeting (Busan 3.6.2016)

### Televizní pořady
Dne 6. listopadu 2009 připravil Yesung ze Super Junior překvapení - vystoupil na KBS' Music Bank s Shinee namísto Jonghyuna, který se zotavoval z chřipky - uvedl "Ring Ding Dong".
Jonghyun byl také člen obsazení v KBS's Immortal Songs 2, týkalo se to dvou epizod.
10. ledna 2015 bylo zjištěno, že Jonghyun se bude účastnit na Mnet's - zábavného programu - 4 Things Show  kvůli podpoře jeho sólového debutu. Objevili se zde také Taemin, Davichi Minkyung a Zion.T, kteří vystupovali jako přátelé Jonghyuna během epizody. Později v průběhu roku bylo zjištěno, že Jonghyun se má účastnit debutu Mnet programu - "Monthly Live Connection". Show se točí kolem dvou umělců z různých hudebních pozadí a nutí je spolupracovat na písni. Jonghyun je zde partnerem sólisty Čunga Džun-jonga.

### Radio DJ
Jonghyun moderoval MBC FM4U's večerní radio show Jonghyun Blue Night. V červenci 2014 Jonghyun představil speciální hudební koutek pod názvem "Blue Night Lyrics That Man's Composition". Projekt oznámil v červnu 2014 tweetem.

## Diskografie
- She Is (2016)
- Poet | Artist (2018)

## Turné

### Headlining
- The Agit: The Story by Jonghyun (2015)